# 27342 Joescanio
27342 Joescanio è un asteroide della fascia principale. Scoperto nel 2000, presenta un'orbita caratterizzata da un semiasse maggiore pari a 2,2667694 UA e da un'eccentricità di 0,1677395, inclinata di 3,74391° rispetto all'eclittica.